# Psychoda mediocris
Psychoda mediocris és una espècie d'insecte dípter pertanyent a la família dels psicòdids.

## Descripció
- La femella fa 0,7-0,8 mm de llargària a les antenes, mentre que les ales li mesuren 1,3-1,4 de longitud i 0,5-0,6 d'amplada.
- Les antenes del mascle presenten 15 segments.
- Absència de taques de color marró als extrems de la nervadura de les ales del mascle.
- El mascle fa 1,2-1,4 mm de llargària i 0,5-06 d'amplada a les ales.[2]

## Distribució geogràfica
Es troba a l'Índia, Sri Lanka, Malàisia (Sabah), l'arxipèlag de Bismarck (Papua Nova Guinea), Indonèsia (Papua Occidental), Borneo, les illes Filipines (Negros i Mindanao) i les illes Carolines (la República de Palau i Yap).